# Estollo
Estollo és un municipi de la Rioja, a la regió de la Rioja Alta, situat en la vall del riu Cárdenas, afluent del Najerilla, i molt proper a San Millán de la Cogolla.

## Història
La seva història està molt lligada a la del Monestir de San Millán de Yuso al qual va pertànyer. Els veïns de la vila van pagar 3.989.000 maravedins per a independitzar-se. Després de la desaparició dels senyorius, en 1811, es va convertir en vila de la província de Burgos, fins a la creació de la província de Logronyo el 30 de novembre de 1833.